# Знаменское сельское поселение (Знаменский район)
Знаменское се́льское поселе́ние — муниципальное образование в Знаменском районе Орловской области Российской Федерации.
Административный центр — село Знаменское.

## История
Статус и границы сельского поселения установлены Законом Орловской области от 12 августа 2004 года № 418-ОЗ «О статусе, границах и административных центрах муниципальных образований на территории Знаменского района Орловской области».

## Население
| 2010  | 2012  | 2013  | 2014  | 2015  | 2016  | 2017  |
| ----- | ----- | ----- | ----- | ----- | ----- | ----- |
| 2464  | ↘2430 | ↘2372 | ↘2314 | ↘2287 | ↗2301 | ↘2269 |
| 2018  | 2019  | 2020  | 2021  | 2023  |       |       |
| ↘2261 | ↘2231 | ↘2229 | ↘2194 | ↗2202 |       |       |

## Состав сельского поселения
| №  | Населённый пункт | Тип населённого пункта       | Население |
| -- | ---------------- | ---------------------------- | --------- |
| 1  | Ворошилово       | деревня                      | ↘137      |
| 2  | Городище         | деревня                      | 81        |
| 3  | Егорьевское      | деревня                      | 13        |
| 4  | Жидкое           | село                         | 25        |
| 5  | Знаменское       | село, административный центр | ↘1699     |
| 6  | Ивановское       | деревня                      | 60        |
| 7  | Камынино         | деревня                      | 34        |
| 8  | Коротеево        | деревня                      | 16        |
| 9  | Кузьминка        | деревня                      | 18        |
| 10 | Локно            | село                         | ↘226      |
| 11 | Михайловка       | деревня                      | ↘104      |
| 12 | Сафоновский      | посёлок                      | 37        |
| 13 | Чёрное           | село                         | 14        |